# Physoloba granitata
Physoloba granitata là một loài bướm đêm trong họ Geometridae.